# イースト・シベリアン・ライカ

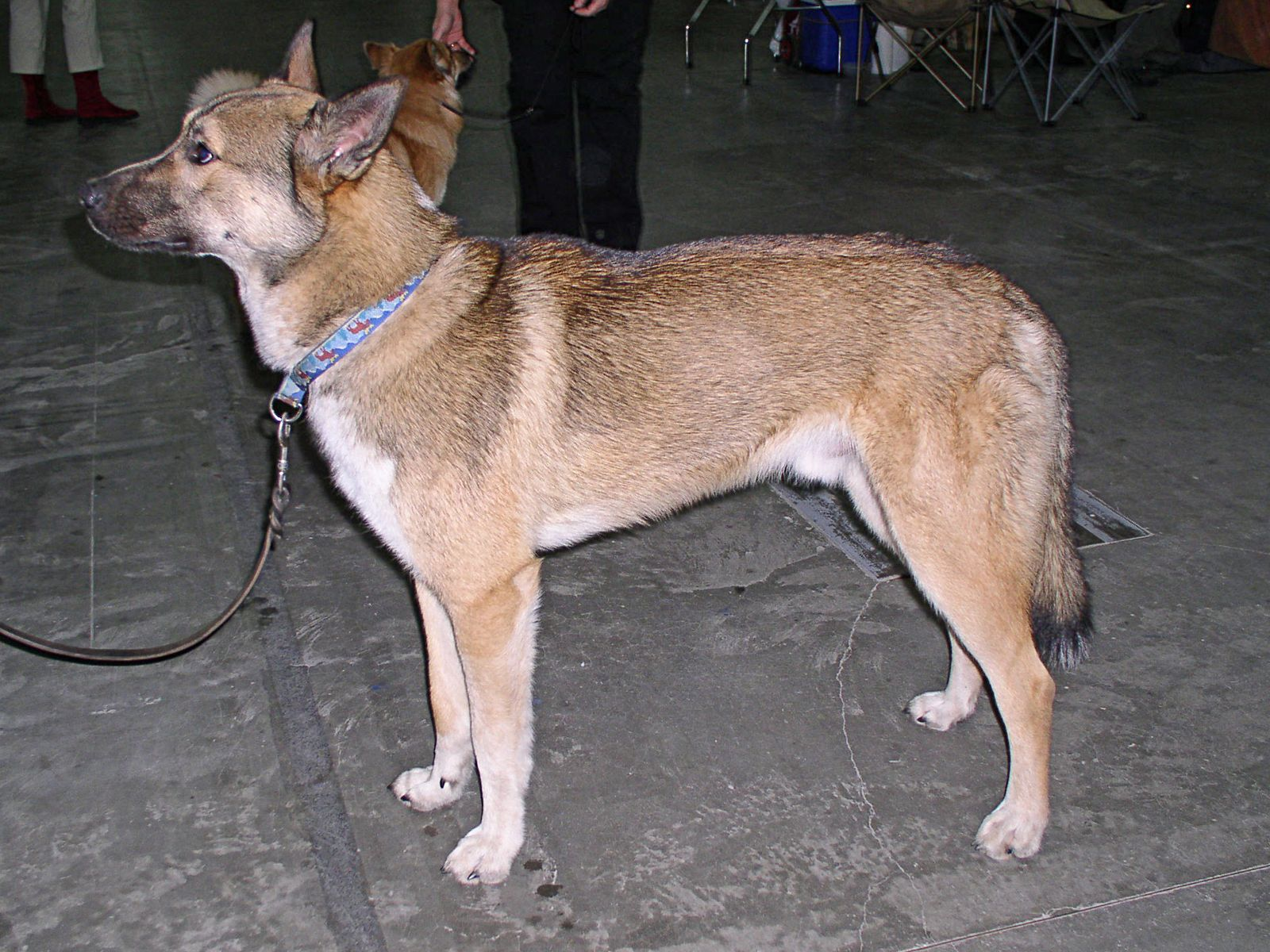
イースト・シベリアン・ライカ

イースト・シベリアン・ライカ（英：East Siberian Laika）は、ロシアの東シベリア原産のライカ犬種のひとつである。別名はヴォストーチノ・シビールスカヤ・ライカ（英；Vostotchno Sibirskaja Laika）。

## 歴史

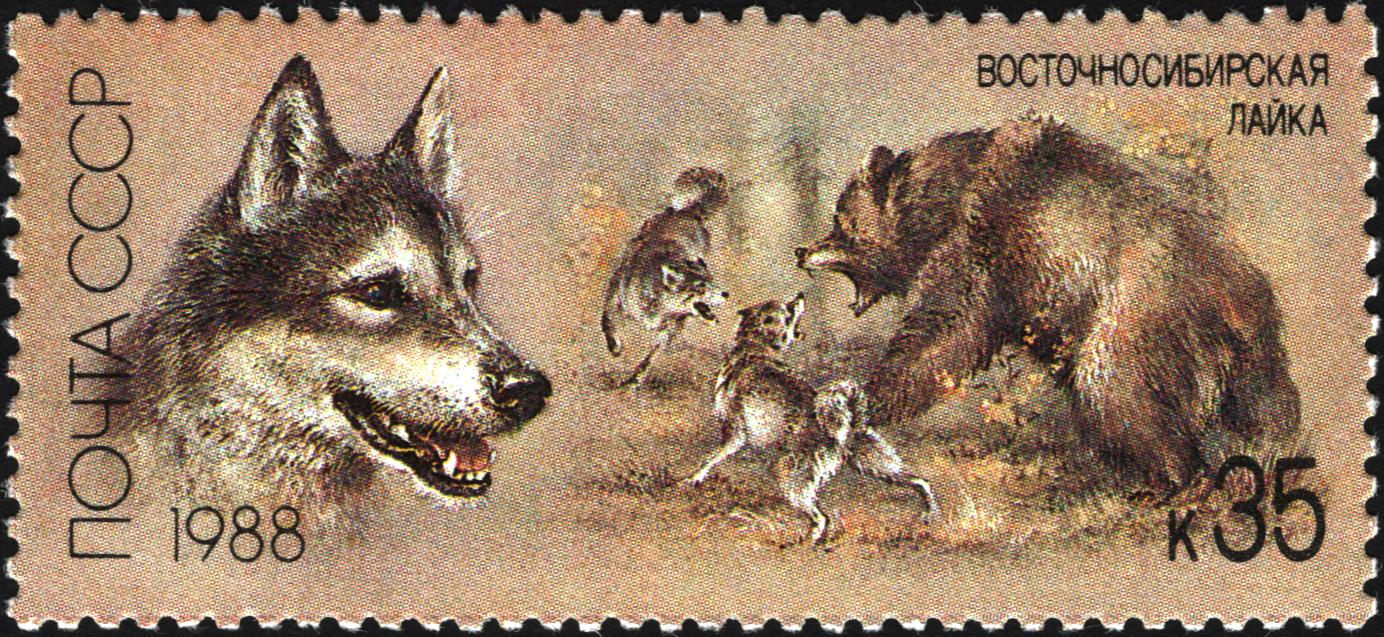
イースト・シベリアン・ライカの記念切手

かなり古くから存在していた犬種で、西欧から移り住んできた民族が持ち込んだスピッツタイプの犬と、土着のライカ犬種などが自然交雑して生まれた犬種である。尚、20世紀半ばまでにはもっと強く反射神経や身体能力がより高くなるよう改良するためにオオカミを交配させることも行われていた。
かつては猟師がそれぞれのパフォーマンスに則ったブリーディングを行っていたため外見・性質にかなりの差があったが、1947年にスタンダードが統一され、犬種の固定が開始された。しかし、実猟犬種であるため外見よりも能力を重視した繁殖は継続され、なかなか外見の統一は進まなかった。そのため1980年代にブリーディングプログラムが立てられたが、今でも耳の位置や形、毛質などにバラエティが見られる。しかし、これはあえて設けられた多様性であり、それ以外の体高や体重、性質などの犬種の固定には最も重要な点はしっかりと固定が進められた。この多様性の認可により犬質は高いが犬種として認められなくなってしまう犬はいなくなり、実用犬としての高い能力を保ったままスタンダードを統一することに成功した。これにより国際的な畜犬団体であるFCIに犬種として公認されるに至った。
主に猟犬、犬ぞり、番犬として使われる。猟犬としてはトナカイ、クマ、エルクなどの大型獣からテンなどの小型獣まで狩ることができる。単独もしくは小規模なパックで獲物のにおいを追跡し、発見すると吠えて主人に知らせ、自ら狩りに行く。そして自分の力で獲物を倒すが、クマなどの犬だけでは手に負えないような獲物が現れた場合、主人が到着するまで噛み留めを行って動けなくし、駆けつけた主人の猟銃で仕留めてもらう事もある。そり引き犬としては主人を狩り場や自宅まで運ぶために用いられ、交通網が発達する以前は貴重な交通手段となっていた。番犬としては家を侵入者やクマなどから守った。
ライカ犬種は非常に数が多いが、本種はその中でも数少ないFCI公認犬種のひとつである。2010年現在、他にFCIに公認されているライカ犬種は本種とウエスト・シベリアン・ライカ、ラッソ・ヨーロピアン・ライカだけである。これらの3犬種の中で本種はもっとも無名で、あまり東シベリア以外では飼育されていない。一部の犬はペットやショードッグとして飼育されているが、ほとんどの犬は現在も実猟犬として飼育が行われている。

## 特徴

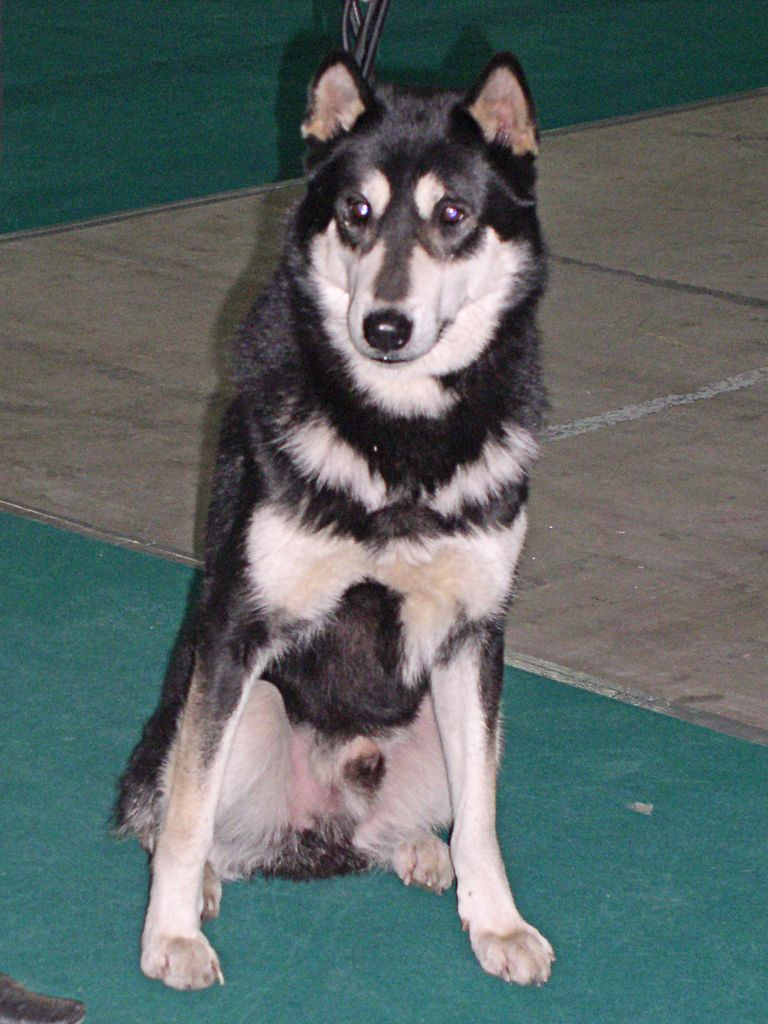
イースト・シベリアン・ライカ

日本犬のようなスピッツタイプの犬種である。筋肉質の体つきをしていて、頭部は少し小さめである。耳の形は立ち耳だが、系統によって形やついている位置が若干異なっている。形は日本犬のような立ち耳である場合とシベリアン・ハスキーのようなV字に立った耳のものがあり、位置は正面を向いていたり、横を向いていたりする。尾は巻き尾が望ましいが、垂れているものもいる。どちらも尾にはふさふさした飾り毛がついている。コートは二重構造になっていて、保温性・防寒性に優れている。しかし、それ故に暑さには非常に弱い。コートの長さはショートコートだが、なめらかなものと粗めのものがある。毛色に特に制限はない。体高56〜64cm、体重18〜23kgの大型犬で、性格は忠実で物静か、大人しく主人家族に従順だが、警戒心が強い。家族に対しては友好的だが、それ以外の人にはあまり馴れ馴れしくしない。不審者と見なした場合は激しく吠え立てる。
物静かな性格ではあるが、ライカ犬種であるためによく吠え、主人以外からはしつけを受け付けにくいのが欠点である。尚、よく吠えるのは主人や家族に自分の気持ちを伝えるためで、人間の会話と同じような役割がある。吠えるのをやめさせることはできるが、ライカ以外の犬種とは違い、物言えぬことからストレスがたまって破壊行動につながるため注意が必要である。運動量も多めで、日本での飼育環境には適さない犬種である。このため、飼育の際にはライカ犬種に関する知識を集め、吠え声によるトラブルが発生しないような場所での飼育が必要不可欠となる。
かかりやすい病気は関節疾患や、地肌が湿気で蒸れておこる皮膚炎などがある。